# Pennine Bridleway
Der Pennine Bridleway ist ein neuer National Trail in Nordengland.
Er läuft ungefähr parallel zum Pennine Way und ermöglicht die Nutzung für Reiter, Radfahrer und Fußgänger. In seinem südlichen Teil, folgt er dem High Peak Trail entlang dem Gleisbett der ehemaligen Cromford and High Peak Railway. Der Weg ist rund 209 km (130 Meilen) lang, 117 km (73 Meilen) von Derbyshire bis zu den südlichen Pennines plus der 76 km (47 Meilen) lange Mary-Towneley-Rundweg und der 16 km (10 Meilen) lange Settle-Rundweg. Die höchsten Punkte entlang der Strecke sind South Head Hill in Derbyshire (zwischen Rushup Edge und Hayfield) und Top of Leach, dem höchsten Punkt auf dem Mary-Towneley-Rundweg.

## Wegverlauf
Der Pennine Bridleway beginnt in Middleton-by-Wirksworth, Derbyshire, hauptsächlich auf historischen Routen und Wegen entlang der Flanken der Pennines. Er folgt zunächst dem High Peak Trail auf einer stillgelegten Bahnstrecke, die durch den Kalkstein des White Peaks führt. Ein alternativer Ausgangspunkt ist das Gelände des ehemaligen Hartington Bahnhofs über einen kurzen Abschnitt des Tissington Trail, bevor dieser in Parsley Hay auf den High Peak Trail stößt. Hinter dem Kalkplateau ist der Milestone Grit des Dark oder High Peak Gebiets, von wo der Weg einer Packesel-Straße von Tideswell über Peak Forest nach Hayfield folgt, wo er kurz auf der ehemaligen Bahnlinie einer anderen stillgelegten Eisenbahn entlangführt, dem Sett Valley Trail.
Sobald er Derbyshire Richtung Greater Manchester verlässt, folgt den Spuren der Kante eines Heidekraut Moor und einer alten Fernstraße entlang dem Tame Tal. Von hier führt der Weg hinab zu einer stillgelegten Eisenbahn, von wo die Strecke in Richtung des Hollingworth Sees führt. Später folgt der Mary-Towneley-Rundweg, der zum höchsten Punkt des Trails ansteigt: Zum Leach mit 474 Metern (1.555 ft). Der Weg führt durch die Stadt Waterfoot im Rossendale-Tal und folgt einer neuen Route über Lumb, der Cliviger Schlucht und den Long Causeway. Der Weg folgt dann der Gorple Road, einem abgelegenen Teil des Weges, der zum Blackshaw Head führt. Der Weg führt dann ins Calder-Tal und durch die Stadt Hebden Bridge, wo die Strecke über die London Road in Richtung Bottomley führt.

## Fotografien

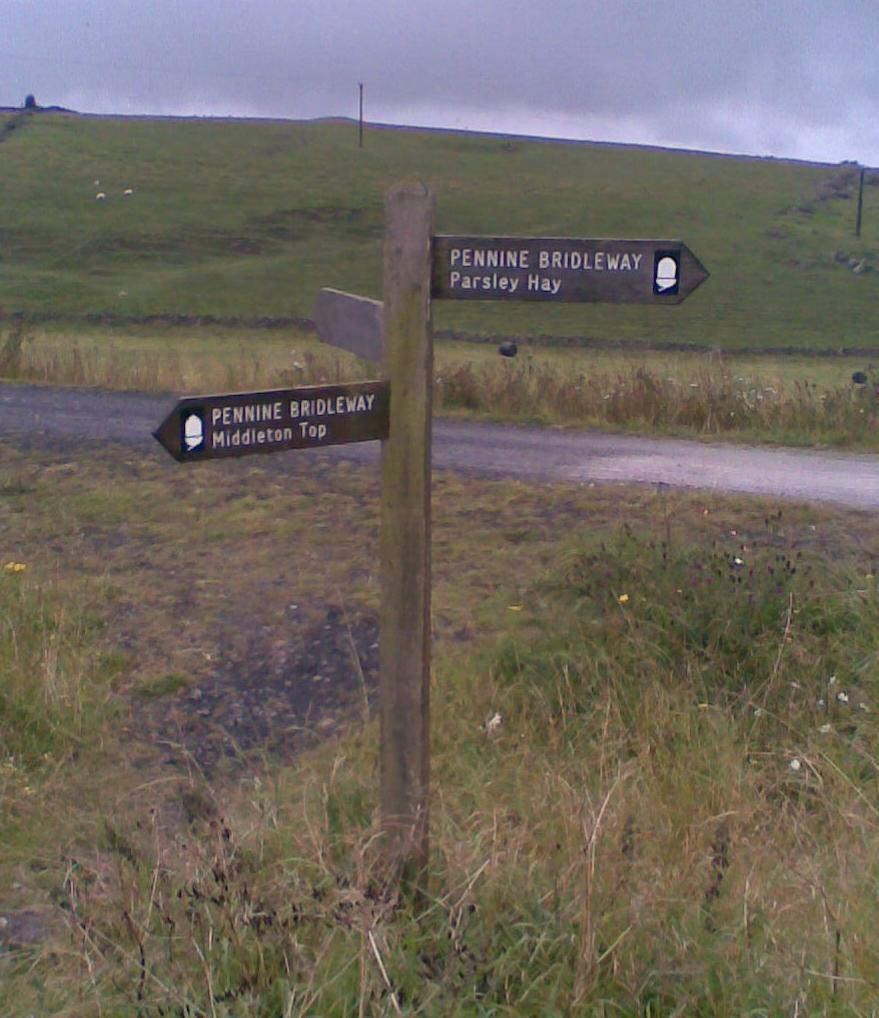
Wegweiser bei Parsley Hay, wo die Route des High Peak Trail sich mit dem Tissington Trail vereinigt.